# 블롬 플루스 포스 BV 222

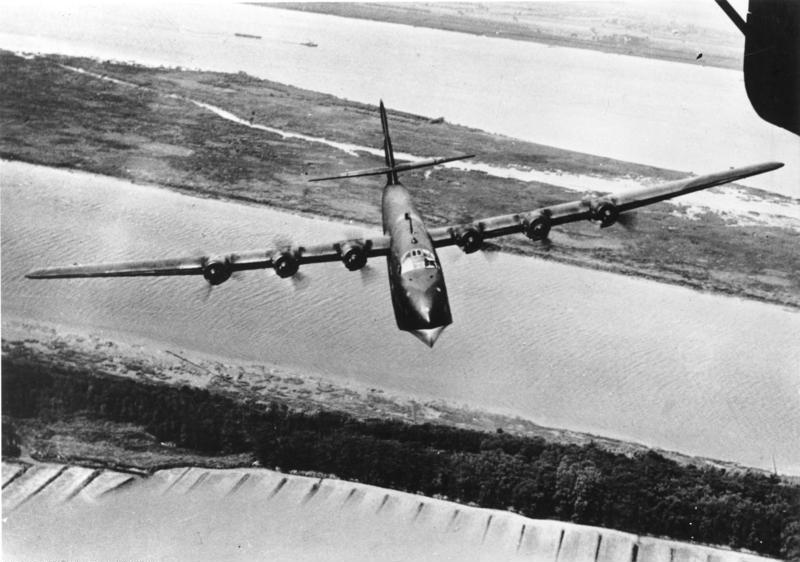
비행 중인 BV 222

블롬 플루스 포스 BV 222 비킹(Blohm & Voss BV 222 Wiking)은 독일 항공기 제조업체인 블롬 플루스 포스가 설계 및 제작한 6개의 엔진을 갖춘 독일의 대형 비행정이었다. 제2차 세계 대전 중 운용 상태를 얻은 가장 큰 비행선이었다.
BV 222는 원래 1930년대 후반 독일 국적 항공사인 루프트 한자의 대서양 횡단 및 기타 장거리 노선을 서비스하기 위한 상업적 목적으로 개발되었다. 격벽과 접이식 플로트가 없는 상대적으로 중단되지 않은 내부가 특징이다. 디젤 엔진을 사용하면 해상에서 연료를 재급유하는 것이 더 쉬워졌다. 1940년 9월 7일 첫 비행을 할 당시 나치 독일은 제2차 세계대전이 시작된 지 거의 1년이 되었고 장거리 공무원 운용이 현실적이지 않았기 때문에 개발은 군사적 역할로 방향이 바뀌었다. 1941년 7월 10일, V1은 루프트바페와 함께 최초의 화물 수송 임무를 수행했다. 그 후 추가 물류 사용이 진행되었다. 그해 말, 최초의 무장 BV 222가 인도되었다. BV 222C로 지정된 생산 표준 항공기는 1943년까지 등장하지 않았다.
BV 222는 루프트바페에서 일반적으로 노르웨이, 프랑스, 북아프리카, 심지어 북극을 포함한 수많은 전역에서 물류 목적으로 운용되었다. 한때 나치 관리들은 노르웨이 북부의 키르케네스에서 사할린 섬을 거쳐 도쿄까지 비행하는 개조된 BV 222를 사용하여 독일과 일본 사이에 6,400km(4,000마일)의 장거리 항공로를 개설하는 것을 고려하고 있었다. 1944년 6월 연합군의 노르망디 침공 이후 나머지 BV 222는 모두 KG 200으로 이전되었다. 분쟁이 끝날 무렵 여러 BV 222가 노획되어 미국과 영국 모두에서 운용된 것으로 알려졌다. 그들은 미래의 비행정 설계에 연구되고 영향을 미쳤다고 한다. BV 222는 보존되지 않았다.

## 사양 (BV 222C-09)

### 일반적 특성
- 승무원: 11-14
- 수용능력: 병력 92명 또는 들것에 실린 부상자 72명
- 길이: 37m(121피트 5인치)
- 날개 폭: 46m(150피트 11인치)
- 높이: 10.9m(35피트 9인치)
- 날개 면적: 255m2(2,740평방피트)
- 공차 중량: 30,650kg(67,572lb)
- 총 중량: 45,990kg(101,391lb)
- 최대 이륙 중량: 49,000kg(108,027lb)
- 동력 장치: 6 × Junkers Jumo 207C 6기통 수냉식 대향 피스톤 2행정 디젤 엔진, 이륙 시 각각 745kW(1,000hp)
- 프로펠러: 3개의 블레이드 가변 피치 트랙터 프로펠러

### 서적
- Barbera, Karen Schreder (2001). 《10,000 Feet & Climbing》. Express Press. ISBN 0-7880-1633-4.
- Bowman, Martin W. (1998). 《Mosquito Fighter/Fighter-Bomber Units of World War 2》. Botley, Oxfordshire, UK: Osprey. ISBN 1-85532-731-7.
- Dege, Wilhelm (2003). 《War North of 80: The Last German Arctic Weather Station of World War II》. 번역 Bar, William. Calgary, Alberta, Canada: University of Calgary Press. ISBN 1-55238-110-2.
- Green, William (2010). 《Aircraft of the Third Reich》 1 1판. London, UK: Aerospace Publishing. ISBN 978-1-900732-06-2.
- Green, William (1972) [1962]. 《Warplanes of the Second World War: Flying Boats》 V. London, UK: Macdonald & Co. ISBN 0-356-01449-5.
- Green, William (1979). 《Warplanes of the Third Reich》 Four판. London, UK: Macdonald and Jane's Publishers Ltd. ISBN 0-356-02382-6.
- Höfling, Rudolf (2003). 《Blohm & Voss BV 222 "Wiking"》. Flugzeug Profile 40 (독일어). Stengelheim, Germany: Unitec-Medienvertrieb e.K.
- Krzyźan, Marian (1996). 《Blohm & Voss BV 222 & BV 238 (Monografie Lotnicze 29)》 (폴란드어). Gdańsk, Poland: AJ-Press. ISBN 83-86208-47-3.
- Lawrence, Joseph (1945). 《The Observer's Book Of Airplanes》. London and New York: Frederick Warne & Co.
- Munson, Kenneth (1978). 《German Aircraft Of World War 2 in colour》. Poole, Dorsett, UK: Blandford Press. ISBN 0-7137-0860-3.
- Nicolaou, Stéphane (1998). 《Flying Boats & Seaplanes: A History from 1905》. Zenith Imprint. ISBN 0-7603-0621-4.
- Norman, Polmar; Allen, Thomas B. (1996). 《World War II: The Encyclopedia of the War Years, 1941–1945》. Random House. ISBN 0-679-77039-9.
- Nowarra, Heinz J. (1997). 《Blohm & Voss Bv 222 "Wiking" - Bv 238》. 번역 Cox, Don. Atglen, PA: Schiffer Military History. ISBN 0-7643-0295-7.
- Smith, John Richard; Kay, Anthony L.; Creek, Eddie J. (2002) [1972]. 《German Aircraft of the Second World War》. London, UK: Putnam and Company Ltd. ISBN 978-1-55750-010-6.
- Sweeting, C.G.; Boyne, Walter J. (2001). 《Hitler's Squadron: The Fuehrer's Personal Aircraft and Transport Unit, 1933–45》. Brassey's. ISBN 1-57488-469-7.
- Trimble, William F. (2005). 《Attack from the Sea: A History of the U.S. Navy's Seaplane Striking Force》. Annapolis, MD, US: Naval Institute Press. ISBN 1-59114-878-2.
- Trojca, Waldemar (2001). 《Blohm & Voss 222 Wiking (Trojca no.10)》 (폴란드어). Katowice, Poland: Model Hobby. ISBN 83-917049-4-7.
- Wadman, David (2007). 《Aufklärer: Luftwaffe Reconnaissance Aircraft and Units 1942–1945 (Luftwaffe Colours)》 2. London, UK: Ian Allan. ISBN 978-1-85-780278-8.

## 더 읽기
- Neulen, Hans-Werner (December 2004). “Vikings sur la Méditerranée: L'hydravion géant BV 222 au service du Luftverkersgruppe et de la LTS (See) 222 en 1941–1943 (fin)” [Vikings over the Mediterranean: The Giant Flying Boat BV 222 in service with the Luftwerkersgruppe and LTS (See)sa 222 in 1941–1943 (End)]. 《Avions: Toute l'aéronautique et son histoire》 (프랑스어) (141): 36–41. ISSN 1243-8650.
- Wixey, Ken (July–August 1999). “Flugboots from Hamburg: An Outline History of Blohm und Voss Flying-boats”. 《Air Enthusiast》 (82): 42–48. ISSN 0143-5450.